# 1210-ті до н. е.

## Події
- Вавилон звільнився від Ассирійської зверхності.

## Правителі
- фараони Єгипту Рамсес II та Мернептах;
- цар Ассирії Тукульті-Нінурта I;
- царі Вавилонії Адад-шум-іддін  та Адад-шум-уцур;
- цар Еламу Кітен-Хутран;
- цар Хатті Тудхалія IV;
- імператор китайської династії Шан Ву Дін.